# Division des Fatimides
La Division des Fatimides, anciennement Brigade des Fatimides (Arabe: لواء الفاطميون Liwā’ al-Fāṭamiyūn, Persan/Dari: لواء فاطمیون ou لشکر فاطمیون), également appelée le Hezbollah afghan, est une milice islamiste chiite, formée par l'Iran et constituée de combattants hazaras afghans.

## Fondation
Les premiers combattants afghans auraient été déployés en Syrie fin 2012, à la demande d'Ali Reza Tavassoli et du clerc iranien Mohammad Baqir Alaoui. Ces premiers contingents ne comptent alors que quelques dizaines d'hommes, mais ils reçoivent progressivement des renforts et passent à plusieurs centaines d'hommes en 2013. Ils combattent alors au sein de la milice irakienne Kata'ib Sayyid al-Shuhada (en), de la Brigade Abou al-Fadl al-Abbas ou d'autres milices chiites irakiennes, jusqu'à ce que fin 2013 ils soient réunis au sein d'un brigade indépendante,.

## Organisation et effectifs

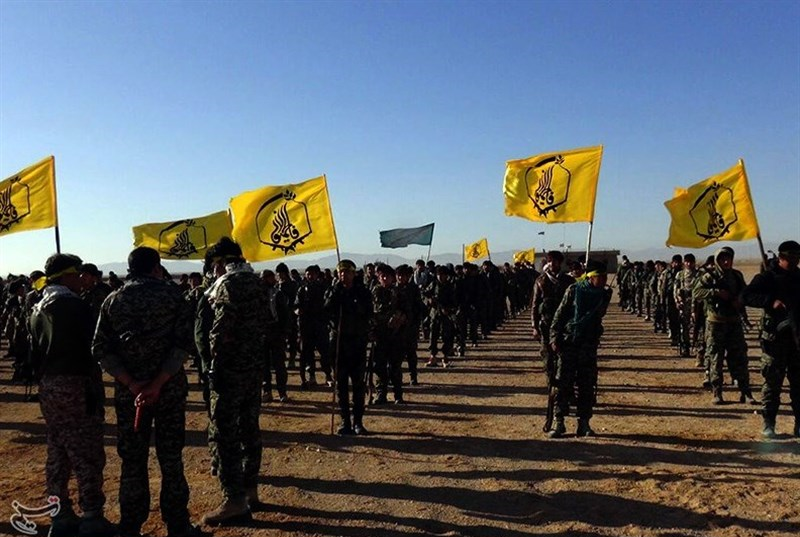
Des miliciens de la Brigade des Fatimides, à Palmyre, le 10 décembre 2016.

La Brigade des Fatimides tire son nom de la dynastie historique des Fatimides, qui étaient des chiites ismaéliens tandis que les membres de cette organisation moderne sont chiites duodécimains. La milice est constituée de Hazaras venus d'Afghanistan,,. Elle est formée par l'Iran et ses troupes sont armées et entraînées par le Corps des Gardiens de la révolution islamique et le Hezbollah,,. En 2015, entre plusieurs centaines et 3 000 de ses combattants sont déployés à Damas, Alep et dans le gouvernorat de Deraa,,.
Le chef de la brigade, Alireza Tavasoli, dit Abou Hamed, est tué près de Deraa en mars 2015,,. Il avait pris part à la guerre Iran-Irak, combattu les talibans en Afghanistan et rejoint le Hezbollah lors du conflit israélo-libanais de 2006,. Le commandant adjoint de la brigade est Sayyed Hassan Husseini, dit Sayyed Hakim, tué près de Palmyre en juin 2016,. Le groupe est ensuite dirigé par des officiers iraniens de la Force Al-Qods des Gardiens de la révolution islamique.

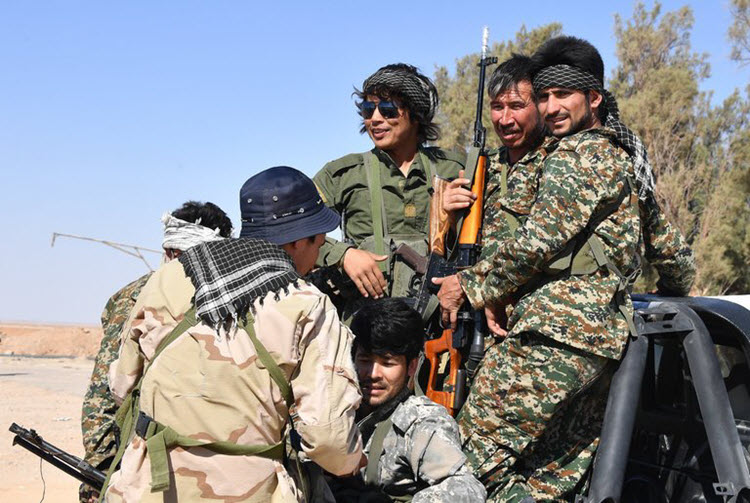
Miliciens de la Division des Fatimides en Syrie, date et lieu inconnus.

Plusieurs milliers de combattants hazaras sont déployés en Syrie. Début 2016, des médias iraniens vont jusqu'à parler de 10 000 à 20 000 hommes. En 2016, Sayyed Hassan Husseini déclare que le Liwa Fatemiyoun compte 14 000 à 20 000 hommes en Syrie, divisés en trois brigades à Damas, Hama et Alep, avec leur artillerie, leurs blindés et leur propre service de renseignements. Le groupe compte notamment des chars T-72 et T-90, ainsi que des blindés BMP-1. Pour Stéphane Mantoux, agrégé d'histoire et spécialiste du conflit syrien : « Cela entre en contradiction avec la plupart des chiffres qui placent le nombre d'Afghans à 3 000, voire un peu plus, entre 5 et 10 000 ». Cependant, il indique que l'engagement de la milice afghane dans le conflit syrien ne cesse de croître, le groupe passant du rang de brigade à celui de division en 2015. En 2017, selon Human Rights Watch, la Brigade compte 15 000 hommes. En 2018, Samad Rezaei, un des commandants de la Brigade, annonce que plus de 80 000 personnes (dont 3/5 d'Afghans et 2/5 d'Iraniens) ont été déployés au sein de cette dernière en Syrie.
Lorsque la Brigades des Fatimides est formée, environ trois millions de réfugiés hazaras sont installés en Iran, principalement à Mashhad et à Qom. Le 29 janvier 2016, Human Rights Watch affirme dans un rapport que, depuis novembre 2013 au moins, des milliers d'Afghans sans-papiers ont été recrutés en Iran pour être envoyés en Syrie. Selon des témoignages recueillis, certains se portent volontaires « soit par conviction religieuse, soit pour régulariser leur statut de résidence en Iran » et d'autres sont enrôlés de force. Le salaire est également une source de motivation. Les recrutements sont organisés par le Corps des Gardiens de la révolution islamique,. Des enfants soldats sont également recrutés,. Avant le conflit, la Syrie avait également accueilli 2 000 réfugiés afghans chiites, dont certains auraient rejoint la brigade,. En juin 2016, un bureau de recrutement est également ouvert par l'Iran à Hérat, en Afghanistan.

## Actions

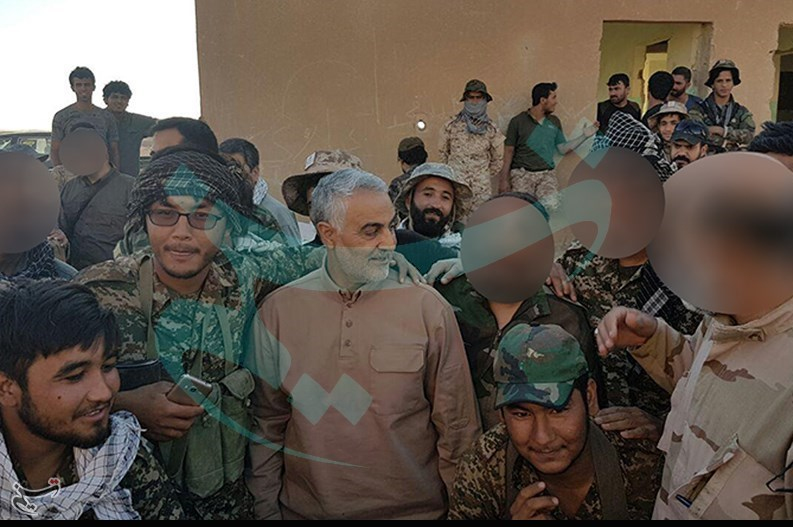
Des miliciens de la Brigade des Fatimides avec Qasem Soleimani, le commandant en chef de la Force Al-Qods, près d'al-Tanf, le 12 juin 2017.

La Brigade des Fatimides prend une large part à la bataille d'Alep. En février 2016, elle participe à l'offensive qui brise le siège de Nobl et Zahraa, puis elle prend part à la bataille de Palmyre de mars 2016 et à la bataille de Palmyre de décembre 2016,. En septembre 2016, elle combat dans le gouvernorat de Lattaquié. En février 2017, la brigade combat près de Khanasser, puis des troupes sont déployées en mars pour repousser l'offensive de Hama lancée par les rebelles. Elle prend aussi part à la bataille de Boukamal de juin 2018.

## Pertes
Les miliciens de la Brigade des Fatimides sont généralement utilisés comme « chair à canon »,,,. Leurs membres reçoivent généralement un entraînement sommaire de deux à quatre semaines en Iran avant d'être envoyés au front. De septembre 2013 à mars 2015, 62 Afghans ayant vécu en Iran sont tués lors du conflit syrien, pour la plupart au sein de la Brigade des Fatimides ou de la Brigade al-Abbas. Selon Stéphane Mantoux, il y a eu 92 enterrements de Hazaras en Iran de septembre 2015 à février 2016. Ali Alfoneh, chercheur-associé à la Fondation pour la défense des démocraties, à Washington, a recensé pour sa part, entre septembre 2013 et décembre 2016, 600 morts parmi les miliciens afghans et pakistanais dépêchés par l'Iran ; un bilan ensuite revu à la hausse, à 764 morts à la date du 16 octobre 2017, puis à 905 morts au 1er janvier 2019,. Ces bilans ne prennent cependant en compte que les combattants enterrés en Iran. En janvier 2018, l'hodjatoleslam Zohair Mojahed, un commandant de la division des Fatimides, déclare que 2 000 afghans ont été tués et 8 000 autres blessés en Syrie en combattant au sein du groupe,. En août 2018, Samad Rezaei, un autre commandant de la division, déclare que 2 800 personnes ont été tués en Syrie en combattant au sein du groupe. Selon The Diplomat, au moins 5 000 miliciens ont été tués en Syrie entre 2013 et 2020.

## Logos

Logo de la Brigade des Fatimides.
Logo de la Brigade des Fatimides.
Logo de la Brigade des Fatimides.